# 李裕ヒョン
李 裕灐（朝鮮語: 이유형、イ・ユヒョン、1911年1月21日 - 2003年1月29日）は韓国のサッカー選手。サッカー指導者。

## 来歴
黄海道信川郡（現：黄海南道信川郡）で生まれ、崇実高等普通学校（現在の崇実高等学校。平壌にあった。）、延禧専門学校（現在の延世大学校）を経て、1942年毎日新報に記者として入社。ソウル新聞、京郷新聞の体育部長を歴任した。
選手としては全京城蹴球団で選手生活を送り、1939年9月に日本代表として初めて出場した。
1948年ロンドンオリンピックサッカー韓国代表選手として出場。1952年ヘルシンキオリンピックは役員として参加。1954 FIFAワールドカップ・予選監督。1956年アジアカップ韓国代表監督として優勝。大韓サッカー協会第16代理事長。

## 代表歴
- 国際Aマッチ 1試合 0得点(1940)

| 日本代表 | 国際Aマッチ | 国際Aマッチ |
| 年       | 出場        | 得点        |
| -------- | ----------- | ----------- |
| 1940     | 1           | 0           |
| 通算     | 1           | 0           |

### 出場
| No. | 開催日         | 開催都市 | スタジアム     | 対戦相手   | 結果 | 監督     | 大会             |
| --- | -------------- | -------- | -------------- | ---------- | ---- | -------- | ---------------- |
| 1.  | 1940年06月16日 | 兵庫県   | 甲子園南運動場 | フィリピン | ○1-0 | 竹腰重丸 | 奉祝東亜競技大会 |